# QT8역
QT8역(이탈리아어: QT8)은 밀라노 지하철 1호선의 역이다. 1975년 12월 8일에 문을 열었으며 T8 구의 산타 마리아 나셴테 광장 (piazza Santa Maria Nascente)에 위치해 있다. 역명은 역이 위치한 T8 구에서 이름을 따왔다 (이탈리아어로 구역은 'Quartiere'이며, QT8은 T8 구역이라는 뜻이 된다).
지하에 위치한 역이며, 시내 요금 구간 내에 포함되어 있다.

## 시설
이 역에는 다음과 같은 시설이 있다.
- 에스컬레이터
- 승차권 자동 판매기
- 역 감시카메라